# غراهام تشادويك
غراهام تشادويك (بالإنجليزية: Graham Chadwick)‏ (8 أبريل 1942 بأولدهام في المملكة المتحدة - ) هو لاعب كرة قدم بريطاني في مركز نصف الجناح. لعب مع مانشستر سيتي ونادي والسول ونادي تشستر سيتي.

## وصلات خارجية
- غراهام تشادويك على موقع قاعدة بيانات كرة القدم.إي يو (الإنجليزية)